# ژدون
ژدون (به انگلیسی:Zhdun) نام مجسمه ای به نام Homunculus loxodontus است که توسط هنرمند هلندی ساخته شده، در بهار ۲۰۱۶ برای دانشگاه لیدن (هلند) است؛ که می‌شود آن را تنبل خان ترجمه کرد.
این مجسمه به سرعت در روسیه و اوکراین محبوب شد و اسم ژدون (Zhdun) را برایش انتخاب کردند.
بر خلاف ایده اصلی مجسمه‌ساز هلندی که مفهومی مثبت را منتقل می‌کند، روس‌ها به جنبه منفی آن علاقه نشان دادند و از او نماد تنبلی و بی تحرکی ساخته‌اند. نماد شخصی که پا ندارد، دست روی دست می‌گذارد و منتظر است کارها خود به خود جلو برود و درست شود.
ظرف مدت کوتاهی، ژدون در طنزهای سیاسی و اقتصادی و … مورد استفاده قرار گرفت. مثلاً مردم تصویر ژدون را کنار ورزشگاه یا تونل یا ساختمانی که مدت‌هاست قرار بوده ساخته شود مونتاژ می‌کنند. یا کنار وعده‌های مسئولان دولتی که سال‌هاست قرار بوده عملی شود و نشده. یعنی «حالا بشین تا درسته بشه»